# Wykolejeni (film 1926)
Wykolejeni / Kat´ka Papierówka (ros. Катька – бумажный ранет, Kat´ka – bumażnyj raniet) – radziecki film niemy z 1926 roku w reżyserii Fridricha Ermlera i Eduarda Iogansona o ludziach z marginesu społecznego. 

## Fabuła
Kat´ka, uboga dziewczyna ze wsi, przyjeżdża do miasta w poszukiwaniu pracy. Jej celem jest zebranie pieniędzy na kupno nowej krowy. Niestety bohaterka nie radzi sobie w nowej rzeczywistości i bardzo szybko staje się wyrzutkiem społeczeństwa.
W przeciwieństwie do feksowskiego Czarciego koła film Wykolejeni przedstawia wynaturzenie świata przestępczego. Zwraca uwagę na ewolucję ludzkich charakterów – wiejskiej sprzedawczyni jabłek Kat´ki, którą bieda spycha na margines życia społecznego oraz wykolejonego inteligenta Wad´ki.

## Obsada
- Wieronika Bużynska jako Kat´ka
- Bełła Czernowa jako Wierka, sprzedająca spirytus z przemytu
- Jakow Gudkin  jako kompan Siomki
- Fiodor Nikitin jako Wad´ka Zawrażyn
- Tatjana Okowa jako Praskiewa Krutikowa
- Walerij Płotnikow jako Finogin Chromow
- Walerij Sołowcow jako Siomka Żgut
- Eduard Ioganson jako pijak w restauracji